# جورکامی
در زیست‌شناسی، جورکامی یا ایزوگامی (Isogamy) به تولید مثل جنسی از طریق ترکیب کامه‌هایی (گامت‌هایی) که ازنظر شکل و اندازه همانند باشند گفته می‌شود.
جورکامی اتحاد و ترکیب سلول‌های جنسی متحرک و متشابه است. گامت‌ها ممکن است از دو رشته متفاوت یا دو سلول مختلف یک رشته حاصل شوند.
در واژۀ جورکامی، واژۀ «Iso» به معنی «جور» یا «همانند» و واژۀ «gamy» به معنی «کامی»، یاخته‌های جنسی است. 

## جورکامی
جورکامی فرآیندی است که طی آن در برخی از باکتری‌ها و آغازیان، سلول با گرفتن مواد ژنتیکی از سلول‌های مشابه در خصوصیات ظاهری خود تغییراتی ایجاد می‌کند. مثل انتقال ژن مقاومت نسبت به آنتی‌بیوتیک‌ها.
در واقع در روش جورکامی دو جاندار با هم ترکیب می‌شوند و مواد ژنی خود را به اشتراک می‌گذارند.

## جورکامی در ابریشم آبی
جلبک سبزِ ابریشم آبی (اسپیروژیر) که به صورت رشته‌هایی باریک در آب زندگی می‌کند، با روش جورکامی تولید مثل جنسی انجام می‌دهد. برای این کار نخست دو رشته اسپیروژیر در کنار یکدیگر قرار می‌گیرند و سپس از هر سلول مجاور زائده‌هایی به سمت یکدیگر می‌فرستند. این زائده‌ها به هم می‌رسند و دیواره سلولی در محلِ تماس از بین می‌رود. سپس محتویات یک سلول وارد سلول دیگر می‌شود و یاختهٔ تخم (زیگوت) را به وجود می‌آورد. یاخته‌های تخم در محیط مناسب می‌رویند و از آن‌ها رشته‌های تک‌دسته (هاپلوئید) خارج می‌شود.